# Mjóifjörður (Austfirðir)
Mjóifjörður (isl. "wąski fiord') – fiord we wschodniej  Islandii, w regionie Fiordów Wschodnich. Wchodzi w ląd na około 18 km, a przy wejściu ma szerokość około 4 km. Masywy górskie po obu jego stronach sięgają 1000–1150 m n.p.m. Na północnym brzegu fiordu położona jest niewielka osada Brekka, do której od głównej drogi nr 1 można dotrzeć lokalną drogą nr 953.
Na północ od niego położony jest fiord Seyðisfjörður, a na południe – fiord Reyðarfjörður.
Tereny nad fiordem wchodziły w skład gminy Mjóafjarðarhreppur, która od 2005 roku stanowi część gminy Fjarðabyggð.